# 철마 (영화)
철마(The Iron Horse)는 미국에서 제작된 존 포드 감독의 1924년 서부 영화이다. 조지 오브라이언 등이 주연으로 출연하였고 존 포드 등이 제작에 참여하였다.
폭스 필름이 제작하였다. 존 포드 감독의 4번째 주요 영화 작품이다.

## 출연

### 주연
- 조지 오브라이언
- 마지 벨라미
- 시릴 채드윅

### 조연
- 프레드 콜러
- 글래디스 휴렛
- 제임스 A. 마커스
- J. 파렐 맥도널드
- 짐 웰치